# Credenciales en línea para el aprendizaje
Las credenciales en línea para el aprendizaje se definen como la declaración demostrada sobre un éxito formativo, a raíz de una experiencia de aprendizaje, la cual se emite por medios digitales, no físicos, que permite evidenciar tanto la veracidad de la información que proporciona, como el del organismo que emite dicha credencial y la identidad de la persona a la que se le ha otorgado dicho éxito formativo. Las credenciales en línea, en su sentido más amplio, son semejantes a las credenciales en papel, se puede comparar con los diplomas, títulos u otros medios de certificación, utilizados comúnmente tras haber realizado una formación que al haberla superado satisfactoriamente te acreditan para utilizarla con un propósito, con una diferencia clara en este caso, las credenciales en línea son expedidas digitalmente, pero hay más que eso; se debe reflexionar en los conjuntos de técnicas que conlleva este modalidad de acreditación.
Las tecnologías de acreditación digital nacieron para adaptar las credenciales tradicionales a un mundo digital en la educación. Las principales características de las tradicionales, es que estas se publican en papel, un papel al que se le añade una serie de distintivos para que no se pueda reproducir de manera ilegal, teniendo como inconveniente que deben ser verificados por uno o varios organismos de confianza. Las credenciales digitales, ponen más facilidades a la hora de inspeccionarlas y utilizarlas en el día a día de nuestros alumnos, ya que utilizan métodos tecnológicos para su verificación sin necesidad de varios organismos como intermediarios.
Las credenciales en línea tienen como fin cambiar y modificar la manera en que los alumnos proporcionan y muestran sus éxitos formativos  y profesionales, que aunque estas conviven con nosotros desde hace un tiempo, no se han podido usar de manera eficiente por la falta de una norma generalmente aceptada.

## Historia
El Parlamento Europeo toma la decisión en 2018 relativa a un marco común para mejorar los servicios en materia de titulaciones, al que se denominó Europass. Por la misma, se estableció un contexto en el que se reflejara de una forma clara y comprensible aquellas capacitaciones y cualificaciones adquiridas en diferentes ámbitos.
Europass nació destinado a:
- Personas individuales como estudiantes, demandantes de empleo, trabajadores o voluntarios.
- Instituciones de enseñanza y formación, empleadores, organizaciones de jóvenes, entre otros.

Este fue uno de los primeros pasos dentro de este campo, lo llevó a cabo la Dirección General de Empleabilidad (DG-EMPL) de la Comisión Europea y entraron en su fase piloto 18 países miembros de la Unión Europea. Se inició mediante el desarrollo de herramientas, programas informáticos y servicios que integran la infraestructura de las credenciales digitales de Europass. La Comisión Europea creó lo que se conoce como Infraestructura de Credenciales Digitales de Europass (EDCI). Un conjunto de herramientas que dará respuesta a la necesidad de una internacionalización y movilidad europea entre estudiantes y trabajadores.

## Funciones educativas

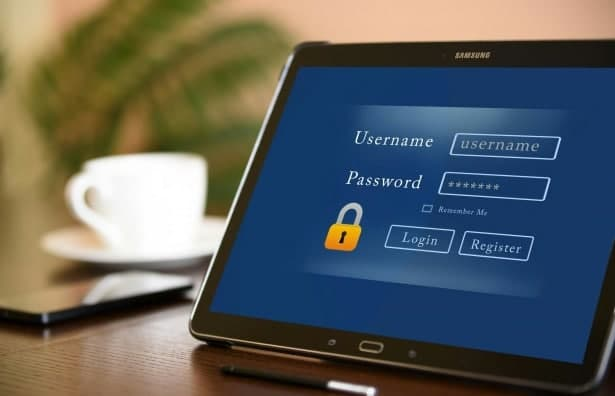
La seguridad en las credenciales digitales

Las credenciales en línea, juegan un rol importante ya que abren nuevos paradigmas en el aprendizaje. Se estima que los títulos obtenidos en los colegios y universidades deberán demostrar los conocimientos y habilidades que sus estudiantes han obtenido a través de la acreditación digital en contraposición al modelo tradicional basado en horas de crédito.
Las credenciales en línea son funcionales, principalmente, por tres características. En primer lugar, son portables, es decir que se pueden llevar o movilizar a cualquier lugar en una billetera o memoria digital. En segundo lugar, son verificables en línea a tiempo real. Finalmente, están llenas de datos. Esto último se refiere a  que brindan información más amplia del logro alcanzado por los estudiantes. Por ejemplo, información acerca de las competencias que han desarrollado los estudiantes a lo largo de un programa o curso. ¿Qué o cuáles habilidades a alcanzado el estudiante en este programa? Las credenciales en línea permiten desglosar y caracterizar dichas experiencias de aprendizaje.
La importancia de las acreditaciones en línea para el aprendizaje, especialmente en la educación superior, radica en que son más atractivas para la empleabilidad y se transmiten en un lenguaje más amigable. Hoy en día, los reclutadores de trabajo, solicitan, ya no solo los certificados, sino las evidencias de  los candidatos. Las evidencias son productos digitales portables, también. Por ejemplo, se puede colocar un enlace del proyecto que ha desarrollado el estudiante en algún programa educativo.  La educación implica movilidad social. En este aspecto las  credenciales en línea son sociables ya que los procesos de reclutamiento ocurren a través de las redes sociales como Linkedin o Facebook. De esta manera el estudiante se hace visible para el mercado laboral.

## Beneficios
El propósito que se persigue es transformar el reconocimiento de habilidades con credenciales digitales para de esta forma poder añadir mayor valor al estudiante. Entre las utilidades de las credenciales en línea, a diferencia de un formato tradicional, se puede destacar que son movibles y fáciles de transportar, dan capacidad de revisar en línea en tiempo real por cualquier persona, brindan más información debido a sus metadatos. Estos metadatos aportan una descripción con información de la experiencia de aprendizaje, proporcionan habilidades desarrolladas en esta, aportan criterios para otorgar la insignia digital para ser merecedor de ese logro alcanzado brindando más contexto y dando mayor visibilidad. Así como evidencias (enlace al producto, trabajo, proyecto, etc.). Además, se trata de credenciales socializables con una identidad digital.
Estas credenciales digitales revolucionan el sector educativo e impulsan la innovación de la oferta de formación y convalidación de estudios en las instituciones educativas, cuyo servicio es validar por medios telemáticos la información aportada en amplia gama. Reconocen y verifican el aprendizaje realizado en cualquier entorno transformándose en una representación digital de un logro adquirido y desarrollado. Dan la oportunidad de emitir y obtener una credencial digital de forma abierta, verificar que es auténtica o revisar sus metadatos, así como las evidencias de aprendizaje asociadas a la credencial. Las credenciales digitales abiertas son gratuitas, flexibles, transferibles, escalables, combinables y basadas en evidencias comprobables. Abren nuevos modelos y nuevas vías en el aprendizaje, puesto que la tecnología fomenta la transparencia. Dan la posibilidad de facilitar la identificación y valorar los méritos del estudiante al estandarizar el formato. Y, por último, contribuyen a la sostenibilidad del medio ambiente con la eliminación del papel.